# HK UCP
Die UCP oder P46 ist eine militärische Pistole des deutschen Unternehmens Heckler & Koch im Kaliber 4,6 × 30 mm.

## Geschichte
Die Entwicklung der UCP geht zurück auf die Forderung der Bundeswehr nach einer Faustfeuerwaffe im selben Kaliber 4,6 × 30 mm wie die neu eingeführte MP7, die ebenfalls von Heckler & Koch (HK) stammt. Sie bot sich auch für andere Nutzer an, die bereits die entsprechende Munition einsetzten. 
Die Kombination MP7/UCP stand im direkten Wettbewerb zur belgischen FN P90 und ihrem Ableger Five-seveN von FN Herstal, die mit dem Kaliber 5,7 × 28 mm den gleichen Ansatz verfolgen.
Die neuen, kleineren Kaliber sollen leichtere und kompaktere Waffen als herkömmliche Maschinenpistolen oder Pistolen ermöglichen, dabei gleichzeitig höhere Präzision und Durchschlagskraft bieten. Die UCP sollte demgemäß aufgrund der guten Erfahrungen mit dem neuen Kaliber die erst Ende der 1990er Jahre eingeführten P8 im Kaliber 9 × 19 mm ersetzen. Jedoch hielt Heckler & Koch nach ausgiebigen Tests die neue Patrone nicht für den Gebrauch in Pistolen geeignet.

## Technik

### Munition
Die neue Munition 4,6 × 30 mm bietet aufgrund ihrer Bauart als schlanke Flaschenhalspatrone gegenüber den herkömmlichen Pistolen-Kalibern wie zum Beispiel 9 × 19 mm, .40 S&W oder .45 ACP mit ihren runden oder abgeflachten Projektilen und kurzen, aber breiten Hülsen einige Vor-, aber auch Nachteile.
Selbstladepistolen nutzen meist Magazine mit 15 (9 × 19 mm) oder gar nur 7 Patronen (.45 ACP). Auf Grund der höheren Packdichte des Kalibers 4,6 × 30 mm ist es möglich, in einem einzigen Magazin der UCP 20 Schuss unterzubringen.
Ein weiterer Vorteil ist die hohe Durchschlagskraft bei geringem Rückstoß, da Pistolenmunition in der Regel von „harten Zielen“, in der Praxis also Schutzwesten, einfach absorbiert wird, ohne Schaden anzurichten.
Zudem spricht das geringe Gewicht von nur 6,5 g je Patrone, bzw. 2,0–2,6 g je Projektil für die 4,6 × 30 mm, die damit halb so viel wiegt wie die 9 × 19 mm NATO (12,4 g) Patrone.
Ein gewichtiger Nachteil ist, dass das Kaliber 4,6 × 30 mm noch kein NATO-Standard ist und zudem mit 5,7 × 28 mm ein direktes, etabliertes Konkurrenzprodukt existiert.
Ein letztlich terminierender Nachteil ist, dass Heckler & Koch – nach ausgiebigen Tests – die neue Patrone als nicht für den Gebrauch in Pistolen geeignet ansah.

### Merkmale
Das System soll ein verzögerter Rückstoßlader sein, genauere Details zur Konstruktion sind nicht bekannt.
Details:
- Bedienelemente für Links- wie Rechtshänder
- Modularer Abzug
- Picatinny-Schiene unter dem Lauf zur Aufnahme von Zusatzgeräten

Die UCP kann nicht die 20- und 40-Schuss-Magazine der MP7 aufnehmen.